# Georg Henrik von Wright
Georg Henrik von Wright (ur. 14 czerwca 1916 w Helsinkach, zm. 16 czerwca 2003 tamże) – fiński filozof i logik.

## Życiorys
Georg Henrik von Wright urodził się w Helsinkach jako syn Tora von Wrighta i Ragni Elisabeth Alfthan, członków fińsko-szwedzkiej arystokracji o szkockich korzeniach. W latach 1934–1937 był studentem Uniwersytetu w Helsinkach, na którym uzyskał specjalizację w filozofii, historii i naukach politycznych, a ponadto studiował matematykę jako drugorzędny przedmiot.
W 1948, von Wright zajął katedrę filozofii na uniwersytecie w Cambridge, zastępując Ludwiga Wittgensteina. W tymże okresie von Wright zajął się logiką deontyczną, studiującą związki logiczne między pojęciami normatywnymi, takimi jak zakazane, dozwolone, nakazane i będącą swoistą formalizacją rozumowań normatywnych. Dla modalności normatywnych charakterystyczny jest brak relacji z tzw. kategoriami prawdziwościowymi (to, że coś ma miejsce, nie znaczy, że co coś powinno mieć miejsce, powinno być zakazane, etc.). Ten pogląd pojawia się już u Hume'a, według którego zdanie powinnościowe nie wynika ze zdań oznajmujących. Von Wright był twórcą pierwszych pojęć logiki deontycznej.
G. H. von Wright został wyznaczony przez Wittgensteina, wraz z Elizabeth Anscombe i Rushem Rheesem, do wykonania testamentu pozostawionego przez filozofa austriackiego.